# Плуване свободен стил
Свободен стил или още наречен кроул е стил в плуването.
Техниката на плуване изисква последователни загребвания с ръцете, докато се лежи по корем и главата е под водата. Изважда се само за да се поеме въздух. Всяка ръка извършва широко загребване по продължението на оста на тялото, докато ходилата на краката са изпънати и се повдигат и свалят последователно. Кроулът се счита за най-бързия стил плуване.
Този стил съществува още от древни времена. За първи път на състезание е демонстриран в Лондон през 1844 година от индианци. По-късно е усъвършенстван от австралийци.